# История солдата (фильм)
«История солдата» (англ. A Soldier’s Story, в советском кинопрокате «Армейская история») — художественный кинофильм режиссёра Нормана Джуисона, вышедший на экраны в 1984 году. Экранизация пьесы Чарльза Фуллера.

## Сюжет
Действие происходит в 1944 году. На американской военной базе в Луизиане происходит ЧП: застрелен сержант-афроамериканец Уотерс. Расследование убийства поручено капитану Дэвенпорту, чернокожему армейскому юристу. Белые офицеры и чёрные солдаты поражены таким назначением, многие из них вообще никогда не видели чернокожего офицера. Приступив к допросам, Дэвенпорт быстро понимает, что на помощь в поисках истины рассчитывать не стоит.

## В ролях
- Говард Роллинз — капитан Дэвенпорт
- Адольф Сизар — сержант Уотерс
- Арт Эванс — рядовой Уилки
- Дэвид Алан Грир — капрал Кобб
- Дэвид Харрис — рядовой Смоллз
- Деннис Липском — капитан Тэйлор
- Ларри Райли — Си-Джей Мемфис
- Роберт Таунсенд — капрал Эллис
- Дензел Вашингтон — рядовой Питерсон
- Уильям Аллен Янг — рядовой Хенсон
- Патти Лабелль — Большая Мэри

## Награды и номинации
- 1984 — попадание в десятку лучших фильмов года по версии Национального совета кинокритиков США.
- 1985 — золотой приз Московского кинофестиваля (Норман Джуисон).
- 1985 — три номинации на премию «Оскар»: лучший фильм (Норман Джуисон, Рональд Швэри, Патрик Палмер), лучший актер второго плана (Адольф Сизар), лучший адаптированный сценарий (Чарльз Фуллер).
- 1985 — три номинации на премию «Золотой глобус»: лучший фильм — драма, лучший актер второго плана (Адольф Сизар), лучший сценарий (Чарльз Фуллер).
- 1985 — номинация на премию Гильдии режиссёров США за лучшую режиссуру художественного фильма (Норман Джуисон).
- 1985 — номинация на премию Гильдии сценаристов США за лучший адаптированный сценарий (Чарльз Фуллер).
- 1985 — премия Эдгара Аллана По за лучший художественный фильм (Чарльз Фуллер).